# 川島松次郎

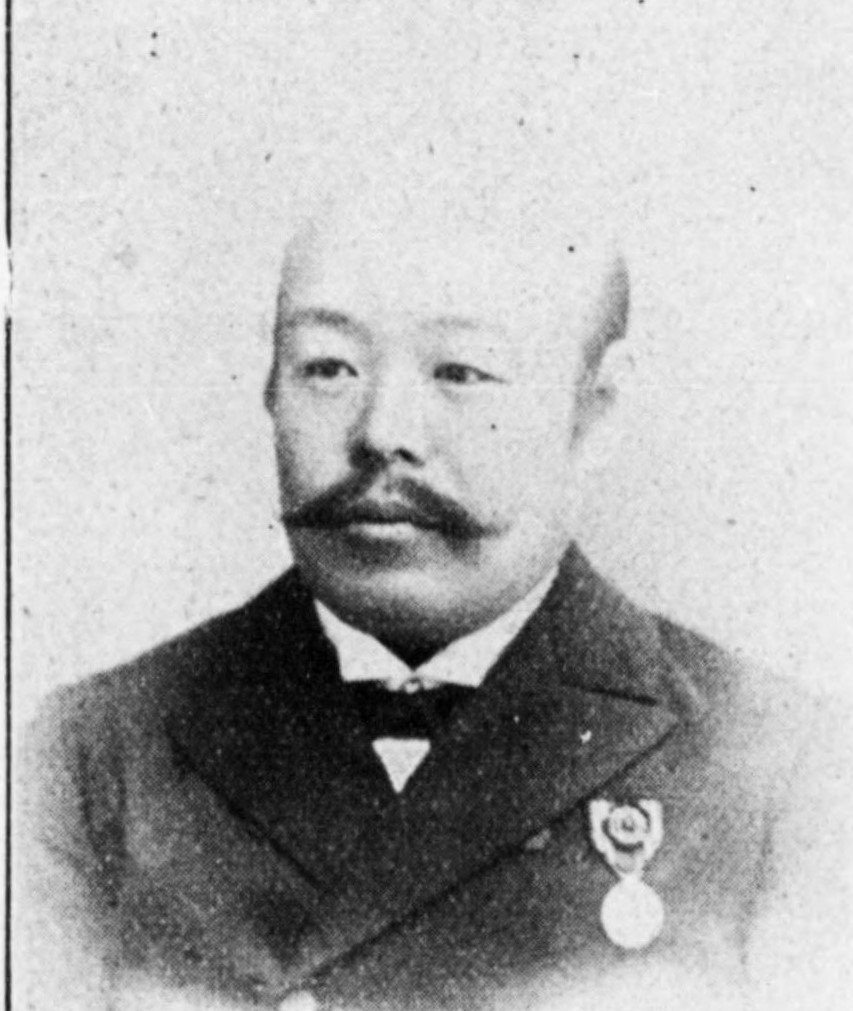
川島松次郎

川島 松次郎（かわしま まつじろう、1855年1月17日（安政元年11月29日） - 1928年（昭和3年）2月6日）は、日本の政治家、衆議院議員（1期）。

## 経歴
愛知県出身。漢学と数学を学ぶ。肥料業を営み、西枇杷島町(現・清須市)会議員、同町長、西春日井郡会議員、同参事会員、所得税調査委員、枇杷島銀行頭取となる。
1902年の第7回衆議院議員総選挙において愛知県郡部から立憲政友会公認で立候補して当選した。衆議院議員を1期務め、1903年の第8回衆議院議員総選挙は不出馬。1928年に死去した。